# Пилетич, Йоле
Йоле Пилетич (1814, Завала, Пипери (племя) — 1900, Ниш) был сердаром Черногории, сенатор, полководец и народный герой.

## Биография
Смолоду Пилетич выказал большое мужество в многочисленных пограничных сражениях с турецкими гарнизонами Подгорицы и Спуша. Офицерскую карьеру сделал во время черногорско-турецких войн 1852-1854 и 1862 годов. Пилетич был глубоким знатоком черногорского обычного права. В 1860 году получил звание сенатора Черногории.
19 июня 1875 г. в Герцеговине вспыхнуло очередное восстание против турецких беззаконий. Возглавил его хорватский католический священник Иван Мусич (Ivan Musić). Князь Черногории Никола I оказал повстанцам поддержку. Йоле Пилетич был направлен в Дробняк, где он, вместе с Йоксимом Кнежевичем, Живком Шибалия, Лазаром Бошковичем и другими воеводами, «подняли восстание на правом берегу Тары»... В начале июня 1876 г. между Черногорией и Сербией был подписан тайный договор о союзе и военная конвенция, предусматривавшая денежную помощь Черногории для организации войска, закупку оружия и боеприпасов. 18 июня 1876 г. Сербия и Черногория выступили против Турции. Началась Черногорско-турецкая война (1876—1878). Локальный конфликт вскоре перерос в крупномасштабную Славяно-турецкую войну, завершающая фаза коей известна как Русско-турецкая война 1877—1878 гг.. Пилетич командовал бригадой, которая в битве под Вучег До взяла высоту Ковчег и способствовала победе над турками. Во всех боях он отличился большим мужеством и умелым командованием.
Однако, в 1879 г. Пилетич попал в немилость князя Николы и сделался главой большой группы эмигрантов из Черногории в Сербию. В городе Ниш сербское правительство предоставило ему земли за заслуги. Пилетич был одним из самых популярных героев Черногории. Воспевался во песнях, многие из которых исполняются и по сей день.